# USS Swordfish (SSN-579)
El USS Swordfish (SSN-579), un submarino de propulsión nuclear de la clase Skate, fue el segundo submarino de la Armada de los Estados Unidos llamado así por el pez espada, un pez grande con un pico largo en forma de espada y una aleta dorsal alta.

## Incidente de seguridad de 1985
A finales de octubre de 1985, el Swordfish se retrasó en su salida de Pearl Harbor debido a una falla en la bomba de drenaje. Se obtuvo un reemplazo del USS  Skate, en el astillero para su desmantelamiento, pero el Swordfish se hizo a la mar antes de que la bomba estuviera completamente conectada y probada, y la tripulación no pudo hacer que la bomba funcionara. Como no se podían bombear las sentinas de la sala de máquinas, en la tarde del 23 de octubre, el primer día en el mar, el agua en la sentina del nivel inferior de la sala de máquinas estaba sobre las placas de cubierta (más de cuatro pies). La tripulación intentó usar una bomba sumergible portátil, pero no tuvo éxito.
Cuando el nivel del agua subió lo suficiente como para llegar hasta la parte inferior de los motores de las bombas de aceite lubricante principales, lo que provocó que se encallara, el capitán se acercó a popa y vio la situación y decidió llevar el barco a poca profundidad para poder bombear las sentinas. Cuando los pilotos pusieron un ligero ángulo hacia arriba en el barco para que se hiciera poco profundo, el agua de las sentinas se precipitó instantáneamente hacia popa, lo que aumentó enormemente su efecto sobre el asiento (esto se conoce como "efecto de superficie libre", las clases posteriores de submarinos tienen mamparos de control de inundaciones en el nivel inferior de la sala de máquinas para evitarlo) y causó un ángulo hacia arriba de aproximadamente 45 grados.
Cuando se anunció que había un "incendio en el nivel inferior de la sala de máquinas" debido a que había agua en los motores de las bombas de aceite lubricante principales, un hombre que se encontraba en el extremo de popa del nivel superior de la sala de máquinas abrió la puerta estanca que daba a la sala de popa, que se abrió hacia la sala de popa, para recuperar un extintor de incendios. Justo en ese momento, el ángulo de inclinación aumentó drásticamente y el agua de sentina comenzó a entrar. La puerta se cerró antes de que el barco saliera a la superficie. Con el barco en equilibrio, el agua llegó hasta la abertura de la puerta.
Los centinelas que estaban a cargo de las maniobras comenzaron a tomar medidas inmediatas por la pérdida de aceite lubricante de los ejes; el encargado de los aceleradores comenzó a cerrar los aceleradores de los motores principales. Sin propulsión, el ángulo de subida extremo hizo que el barco se detuviera rápidamente y comenzara a moverse hacia atrás, hundiéndose por la popa. Cuando se anunció el incendio, el ingeniero había ido a Maniobras (el centro de control de la sala de máquinas). Vio que el medidor de profundidad indicaba un rápido aumento de la profundidad, ordenó "Avante a fondo" por iniciativa propia y abrió el acelerador de proa de estribor él mismo en un esfuerzo por llevar el barco a la superficie. En Control, el capitán vio indicaciones similares y ordenó "¡Soplen a popa!". Antes de que el jefe de guardia pudiera iniciar el golpe en el grupo de popa, el ángulo de subida se volvió tan pronunciado que no pudo mantener el equilibrio y se deslizó hacia la parte trasera del compartimiento de Control. Rápidamente subió de nuevo a los "interruptores de pollo" del golpe de emergencia y abrió la válvula del grupo de popa.
El Swordfish salió a la superficie con éxito. Sin embargo, durante el ángulo ascendente, los respiraderos del tanque colector de drenaje de agua dulce se sumergieron y succionaron agua contaminada hacia el sistema de alimentación. El agua del generador de vapor no se pudo analizar de inmediato porque el laboratorio de nucleónica en la sala de popa se había inundado por la ola de agua de sentina. Después de un tiempo, el ELT líder encontró los reactivos necesarios y analizó muestras de ambos generadores de vapor en el sombrero de copa en el nivel superior del compartimiento del reactor. En ese momento, el barco estaba en comunicación directa con Naval Reactors, que ordenó apagar y enfriar el reactor y vaciar y rellenar los generadores de vapor. El generador diésel de emergencia, ubicado en el nivel inferior de la sala de máquinas, inicialmente tenía agua en el generador debido al incidente, pero se drenó y el diésel estaba en línea antes de que se apagara el reactor. El reactor se enfrió y los generadores de vapor se purgaron con aire de servicio y se rellenaron hasta que se agotó toda el agua dulce del barco, lo que fue un par de horas antes de llegar de regreso a Pearl Harbor. El análisis posterior del agua del generador de vapor no reveló fugas de refrigerante del reactor en los generadores de vapor.
Tres de los cuatro compresores de aire acondicionado del barco se apagaron como parte de la operación para reducir el consumo eléctrico. La temperatura en el barco superó los 80 °F (27 °C) con una humedad cercana al 100% durante las varias horas que se necesitaron para que un remolcador saliera de Pearl Harbor y remolcara al Swordfish de regreso a casa. El remolcador USS Reclaimer (ARS-42) llegó a la mañana siguiente y comenzó el remolque alrededor del mediodía, llegando a Pearl Harbor poco después de la medianoche.
Las acciones del jefe de guardia y del ingeniero salvaron al Swordfish y a su tripulación. El barco pasó el resto de 1985 en el puerto haciendo reparaciones y regresó al mar en enero de 1986, realizando un despliegue exitoso en el Pacífico occidental más tarde en 1986.

## El incidente del K-129
Rusia ha solicitado en repetidas ocasiones copias de los registros del Swordfish para rastrearlo en el momento en que se perdió el submarino K-129 en el año 1968, pero el Pentágono se niega a entregarlos; el Swordfish estaba involucrado en operaciones altamente sensibles en ese momento. Estados Unidos ha rescatado algunas partes del K-129 (Proyecto Azorian) y ha proporcionado al gobierno ruso una cinta de vídeo de una ceremonia de entierro en el mar para seis miembros de la tripulación del K-129 cuyos restos fueron recuperados cuando el buque de perforación de aguas profundas estadounidense Hughes Glomar Explorer recuperó partes del K-129 en 1974.

## Destino
El Swordfish fue dado de baja y eliminado del Registro de Buques Navales el 2 de junio de 1989. Su eliminación a través del Programa de Reciclaje de Buques y Submarinos (SRP) se completó en el Astillero Naval de Puget Sound en Bremerton, Washington, el 11 de septiembre de 1995.